# A Love Supreme (musikalbum av Chanté Moore)
A Love Supreme är det andra studioalbumet av den amerikanska sångaren och låtskrivaren Chanté Moore. Albumet gavs ut av Silas och MCA i USA den 15 november 1994. Efter att ha fått hyllningar för debutalbumet Precious (1992) påbörjade Moore arbetet på en uppföljare 1993. Musiker som involverades i projektet var bland andra Simon Law, Kenneth Crouch, Kipper Jones, Tricky Stewart, Laney Stewart och Kuk Harrell. Moore skrev åtta av albumets spår och hjälpte till att producera fem av dem. A Love Supreme är ett R&B-album som lånar influenser av jazz. Texterna fortsätter i samma teman som hennes tidigare musik och utforskar ämnen som kärlek och romantik.
A Love Supreme mottogs väl av musikjournalister som lyfte fram Moores sångteknik och den "enhetliga" produktionen, trots många involverade musikproducenter. A Love Supreme blev trots detta ingen försäljningsframgång för Moore och lyckades inte återskapa föregångarens popularitet. Att albumet var för jazzbetonat i en tid då Hiphop-influerad R&B var trendigare ansågs vara en möjlig orsak. Albumet gick in på plats 64 respektive 11 på de amerikanska albumlistorna Billboard 200 och Top R&B/Hip-Hop Albums. Huvudsingeln "Old School Lovin'" blev Moores fjärde topp-tjugo singel i karriären på amerikanska singellistan Hot R&B/Hip-Hop Songs medan "Free/Sail On" blev hennes andra singelutgivning att gå in på Storbritanniens singellista. Albumet innehöll Jimmy Jam & Terry Lewis-kompositionen "Mood", som tidigare inkluderats på soundtracket till den amerikanska långfilmen Snuten i Hollywood III (1994).

## Bakgrund och inspelning
Den amerikanska sångaren och låtskrivaren Chanté Moore började sin karriär som modell och deltagare i skönhetstävlingar. Efter att hon upptäcktes av den amerikanska skivbolagschefen Louil Silas erbjöds hon ett skivkontrakt och blev det nygrundade Silas Records första artist. För att introducera Moore och skapa förväntningar på debuten fick Silas med Moore på soundtracket till den amerikanska långfilmen House Party 2 vilket gav "Candlelight and You", en duett med Keith Washington. Moore blev även gästartist på El DeBarges singel "You Know What I Like" som nådde femtondeplatsen på den amerikanska R&B-topplistan. Moore släppte sitt debutalbum, Precious, under hösten 1992. Albumet fick beröm av musikjournalister som lyfte fram Moores sångröst och produktionen. Precious var inledningsvis ingen försäljningsframgång men tack vare singlarna "Love's Taken Over" (1992) och "It's Alright" (1993) som båda nådde högt på amerikanska R&B-topplistan, kom försäljningen av albumet igång. Albumet gav Moore ett guldcertifikat av Recording Industry Association of America (RIAA).
Inför skapandet av albumuppföljaren A Love Supreme skrev Moore åtta av albumets femton spår och hjälpte till att producera fem av dem. Hon fortsatte sitt tidigare samarbete med musikproducenterna Simon Law och Laney Stewart som bidrog med flera spår vardera till albumet. I kontrast till debutalbumet tog Moore och Silas in en större mängd producenter på resterande albumspår, däribland Kenneth Crouch, Kipper Jones, Tricky Stewart, Laney Stewart och Kuk Harrell. "Mood", hennes tidigare samarbete med produktionsduon Jimmy Jam & Terry Lewis, inkluderades även på albumet. Kompositionen hade dessförinnan ingått i soundtracket till den amerikanska långfilmen Snuten i Hollywood III. Majoriteten av A Love Supreme spelades in på olika platser i Los Angeles och södra Kalifornien men som vid skapandet av Precious reste Moore även till London för att jobba på albumet.

## Komposition och teman

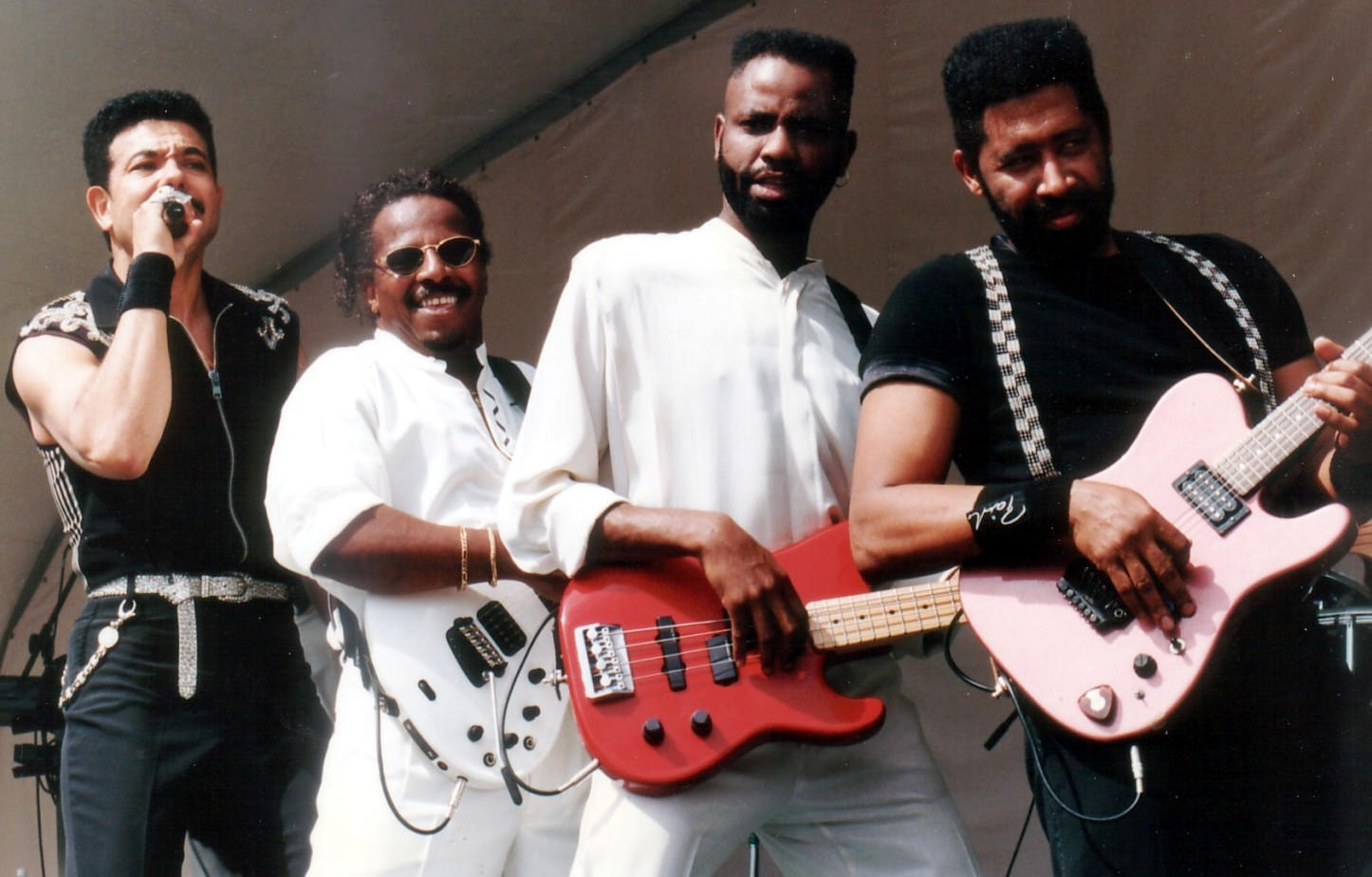
"Free/Sail On" är en medley av Deniece Williams' "Free" (1976) och "Sail On" (1981) av The Commodores (på bilden).

A Love Supreme utgörs av långsamma till medelsnabba R&B-grooves med inslag av jazz som beskrevs som "mjuka och sensuella" kompositioner. På albumet fortsätter Moore att utforska kärlek och romantik med "sockrade" texter. J.R. Raynolds, från Billboard noterade att Moore tillämpade metaforer för att beskriva kärlek och relationer − till skillnad från andra mera promiskuösa R&B-sångare. Om låtskrivandet kommenterade Moore: "Vissa gillar när texten är mera direkt men jag tenderar att skriva mera romantiska texter om kärlek." Moore avfärdade Reynolds teori om att den yngre generationen favoriserade mera sexuella låttexter. Hon sa: "Jag är fortfarande rätt ung och jag känner massor med män och kvinnor som väljer mindre suggestiv musik." The Washington Post ansåg att texterna beskrev utvecklingen av en romantisk relation med ämnen om "fantasier, förverkligande, tvivel och missförstånd".
På albumets intro viskar Moore lättsamt: "Don't give up your search for love/ It's worth the wait" ("ge inte upp ditt sökande efter kärlek, den är värd väntan"). Gardner ansåg att introt summerade upp albumets resterande fjorton spår. "Searchin'" har beskrivits som en "rytmisk komposition" och Moore tillämpar en Janet Jackson-lik rap enligt People. "I'm What You Need" har beskrivits som "varsam och ömsint" där Moore börjar i låg och "sensuell" tonart för att sedan övergå till att visa sitt röstomfång som koloratursopran. "I Want to Thank You" är en funk-komposition som Gardner jämförde med Soul II Souls musik. Moore tillämpar ljusa tonarter som Gardner ansåg var så ljusa att de "svävade". "Old School Lovin'" är en R&B-ballad med "fylligt" arrangemang och "retro-inspirerad" komposition. Moore tillämpar en "tillbakalutad" och sensuell sångstil. "Free/Sail On" har beskrivits som "nostalgisk" och som en "lekfull bris". Låten är en medley av Deniece Williams' "Free" (1976) och "Sail On" (1981) av The Commodores. "Am I Losing You?" har beskrivits som "känsloväckande". "Thou Shalt Not" har beskrivits som en "majestätisk ballad" och albumets höjdpunkt. Texten beskriver hur Moore ger en ambivalent älskare ett ultimatum.

## Utgivning och marknadsföring

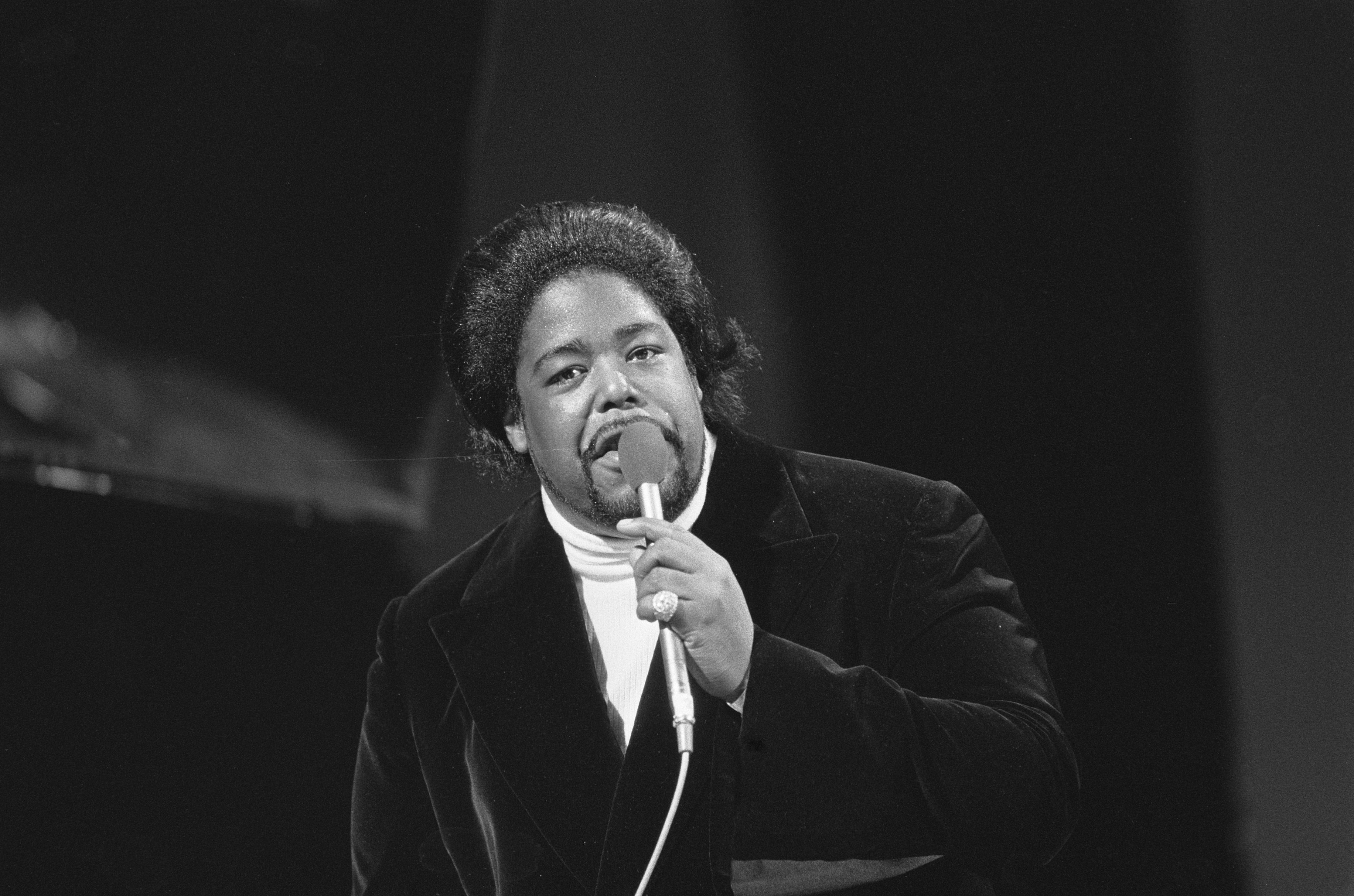
Moore var förband åt Barry White (på bilden) under sommaren år 1995.

A Love Supreme gavs ut den 15 november 1994 i USA. Radio och musikåterförsäljare fick ett "marknadsföringspaket" av Silas som innehöll fotografier, musikvideon till "Old School Lovin'" och möjligheten att förhandslyssna på utvalda albumspår. Under sommaren år 1995 var Moore förband på Barry Whites nationella turné.
"Old School Lovin'" skickades till amerikanska radiostationer den 17 oktober 1994 som huvudsingeln från A Love Supreme. Låten fick ett varmt mottagande av Billboard som hyllade den och ansåg att den hade tillräckligt med "ungdomlig dragningskraft" för att locka yngre lyssnare samtidigt som den var "chill" nog för Moores äldre målgrupp. "Old School Lovin'" blev mycket populär på amerikansk radio. Veckan efter utgivningen var låten en av de singlar som lagts till i flest stationers spellistor ("most added"). Låten blev den amerikanska tidskriften Cash Box högsta debut på listan Top 100 R&B Singles där den gick in på plats 68 den 29 oktober 1994. Likt Moores tidigare musiksinglar fick låten begränsad framgång på mainstream-marknaden i USA och gick aldrig in på poplistan Billboard Hot 100. Den blev dock Moores tredje topp-tjugo hit på den amerikanska R&B-listan Hot R&B/Hip-Hop Songs och nådde även topp-tjugo på förgreningslistan Adult R&B Songs.
"This Time" gavs ut som albumets andra singel den 26 maj 1995. Dansremixer av låten skapades av Frankie Knuckles och bidrog till att låten nådde femteplatsen på amerikanska Hot Dance Club Play. Den franska tidskriften Chroniques du Dance Floor hyllade låten och ansåg att dansremixerna var "mästerverk" och att Knuckles arrangemang var "dramatiska och kraftfulla". "Free/Sail On" släpptes som en singel från albumet i Storbritannien och nådde plats 69 på UK Singles Chart. Den blev Moores andra musiksingel att gå in på landets topplista. Dansremixer av låten gjorde att den nådde elfteplatsen på den amerikanska topplistan Hot Dance Club Play. "I'm What You Need" gavs ut som albumets fjärde och sista singel. Låten nådde som bäst plats 14 på R&B-topplistan Adult R&B Songs.

## Mottagande

### Recensioner
Vid utgivningen ansågs A Love Supreme inte matcha debutalbumets innehåll, som hyllats av musikjournalister. Allmusic gav albumet tre och en halv stjärna av fem möjliga. Recensenten ansåg att Moores sång var "sensuell" och lyfte fram "Searchin'", "This Time", "Old School Lovin'" och "Mood" som albumets höjdpunkter. Hennes jazz-anspråk och lägre tonarter ansågs påminna om Anita Baker och Toni Braxton. Paul Verna från Billboard beskrev låtarna som "påtänkta, romantiska arrangemang" och ansåg att innehållet hade "crossover-potential" tack vare "elegant produktionsstil" och "simpel, men uttrycksfull sång". Han noterade att A Love Supreme var "något anpassad" till den yngre målgruppen men att innehållet ändå var något hennes äldre fans skulle uppskatta. Han ansåg att albumet hade potential att bli Moores större genombrott. Den franska tidskriften Chroniques du Dance Floor hyllade A Love Supreme som "årets soulalbum".
Elysa Gardner från Vibe Magazine ansåg att Moores sångröst var mer "känsloväckande" än Diana Ross och ansåg att hennes röstomfång var "imponerande". Gardner kritiserade låttexterna som ansågs vara "banala" och skrev: "Helt klart mer än ett vackert ansikte, eller vacker röst, men Moore skulle i framtiden tjäna på ett lite mer köttigt material för att urskilja sig från mängden av andra skönheter som levererar flashighet framför substans." The Washington Post beskrev A Love Supreme som en "vacker samling låtar" och att det var "anmärkningsvärt" att albumet var så "enhetligt" trots många involverade producenter. Recensenten ansåg att Moores sångröst förblev i "centrum" och att hon var kapabel till "Minnie Ripperton-sånghöjder". Han menade även att hon "kommunicerade en större känslomässig bredd" genom att "sjunga över långsamma, djupa grooves vilka tillät henne att leverera ett "brännhett uttryck". People ansåg att A Love Supreme var en "klassisk soulaffär" och att Moore inte verkade sträva efter att "hänga med det trendiga gänget" utan istället förhöll sig till Minnie Riperton-musik". Recensenten berömde Moores sångröst som beskrevs som lik Diana Ross "fast med större lungkapacitet". Den afroamerikanska tidskriften Jet Magazine rankade A Love Supreme på plats sju på deras lista Jet Top 20 Albums 1995 och utnämnde Moore till en av årets "hetaste" nya kvinnliga sångare.

#### Kritikers topplistor
| Publikation  | Lista             | Rank | Ref.   |
| ------------ | ----------------- | ---- | ------ |
| Jet Magazine | Jet Top 20 Albums | 7    | [ 30 ] |

### Senare recensioner
Justin Chadwick från webbplatsen Albumism.com recenserade A Love Supreme i december år 2022 och beskrev albumet som det mest lyckade från Moores "underskattade" diskografi. Chadwick jämförde albumet med hennes debut och skrev: "[...] det är en mer balanserad, utsökt arrangerad och utomordentligt underhållande affär med många höjdpunkter. Många talangfulla producenter och musiker hjälper till att skapa en atmosfärisk ljudbild och minnesvärda melodier." Chadwick ansåg att Moores sångframförande var "uttrycksfullt och passionerat" och lyfte fram "Mood", "My Special Perfect One", "Old School Lovin'" och "This Time" som albumets bästa spår.

## Kommersiell respons
A Love Supreme gick in på plats 64 på amerikanska mainstream-albumlistan Billboard 200 den 3 december 1994. Placeringen blev hennes dittils bästa på listan (Precious nådde som bäst plats 101 i mars 1993). Även på förgreningslistan Top R&B/Hip-Hop Albums blev albumet hennes bästa placering fram till dess när det nådde elfteplatsen. Albumet placerade sig över Brandys självbetitlade debutalbum och blockerades från att nå topp-tio av Anita Bakers The Rhythm of Love (1994). A Love Supreme lyckades inte matcha debutalbumets försäljning. Den amerikanska webbplatsen The Boombox härledde detta till att albumet var för jazz-influerat under en tidsperiod då yngre sångare främst sjöng häftigare R&B-kompositioner.

## Låtlista
| 1.           | "Intro"                         | Simon Law                                                            |                               | 0:51  |
| 2.           | "Searchin'"                     | Chanté Moore Christopher Stewart Sean Hall                           | Stewart Hall                  | 5:34  |
| 3.           | "This Time"                     | Moore Lee Hamblin Law                                                | Lee Hamblin Law               | 5:59  |
| 4.           | "My Special Perfect One"        | Moore Harvey Brough Ross Anderson Law                                | Anderson Law                  | 5:29  |
| 5.           | "I'm What You Need"             | Donald Parks Emanuel Officer John Howcott                            | Parks Officer Howcott         | 4:59  |
| 6.           | "Your Love's Supreme"           | Moore Kenneth Crouch Kipper Jones                                    | Crouch Jones                  | 4:30  |
| 7.           | "Old School Lovin'"             | Moore Gloria Stewart Laney Stewart Mark Stewart Thaddis Harrell      | Kuk Harrell Laney Stewart     | 5:02  |
| 8.           | "Free/Sail On"                  | Deniece Williams Henry Redd Nathan Watts Susaye Greene Lionel Richie | Anderson Law                  | 5:49  |
| 9.           | "Without Your Love (Interlude)" | Cynthia Harrell Laney Stewart Paula Payden Thaddis Harrell           | Kuk Harrell Laney Stewart     | 0:55  |
| 10.          | "I Want to Thank You"           | Kevin McCord                                                         | Anderson Law                  | 7:59  |
| 11.          | "Mood"                          | Moore Jimmy Jam & Terry Lewis                                        | Jimmy Jam & Terry Lewis       | 4:12  |
| 12.          | "Thank You for Loving Me"       | Moore Eddie Ricketts Michael Norfleet                                | Bryan Loren Moore Norfleet    | 4:59  |
| 13.          | "Soul Dance"                    | Kipper Jones Reggie Stewart                                          | Jones                         | 4:13  |
| 14.          | "Am I Losing You?"              | Moore Anderson Law Vaneta Thompson                                   | Anderson Law                  | 5:59  |
| 15.          | "Thou Shalt Not"                | Jud Friedman                                                         | Allan Rich Friedman Sheila E. | 4:48  |
| Total längd: | Total längd:                    | Total längd:                                                         | Total längd:                  | 71:15 |

## Topplistor
| Lista (1994–95)                        | Högsta position |
| -------------------------------------- | --------------- |
| Storbritannien UK Albums Chart (OCC)   | 144             |
| Storbritannien UK R&B Albums (OCC)     | 20              |
| USA Billboard 200                      | 64              |
| USA Top R&B/Hip-Hop Albums (Billboard) | 11              |

| Lista (1995)                           | Högsta position |
| -------------------------------------- | --------------- |
| USA Top R&B/Hip-Hop Albums (Billboard) | 55              |

## Utgivningshistorik
| Land                          | Datum              | Utgåva                 | Format             | Skivbolag  | Ref.          |
| ----------------------------- | ------------------ | ---------------------- | ------------------ | ---------- | ------------- |
| USA                           | 15 november 1994   | Standard, Club Edition | CD, kassett, vinyl | Silas, MCA | [ 17 ] [ 39 ] |
| Storbritannien, Europa, Japan | (Okänt datum) 1994 | Standard               | CD, kassett, vinyl | Silas, MCA | [ 39 ]        |